# Krásný Les (ort i Tjeckien, Karlovy Vary)
Krásný Les är en ort i Tjeckien.   Den ligger i regionen Karlovy Vary, i den västra delen av landet, 100 km väster om huvudstaden Prag. Krásný Les ligger 541 meter över havet och antalet invånare är 180.
Terrängen runt Krásný Les är huvudsakligen kuperad, men åt sydväst är den platt.  Trakten runt Krásný Les är nära nog obefolkad, med mindre än två invånare per kvadratkilometer. Närmaste större samhälle är Karlovy Vary, 15,5 km sydväst om Krásný Les. I omgivningarna runt Krásný Les växer i huvudsak blandskog.